# Clériston Andrade
Clériston Andrade (Salvador, 1925 - Caatiba, 1 de outubro de 1982) foi um político e pastor brasileiro.
Era diacono da Igreja Batista. Como político, começou como procurador-geral do município de Salvador na administração do então prefeito Antônio Carlos Magalhães (1927-2007). Quando ACM deixou a prefeitura da capital baiana para se candidatar a governador do estado da Bahia por via indireta, em 1970, Clériston assumiu a prefeitura da cidade. Em 1971, ACM, já como governador, o confirmou como prefeito, garantindo a sua permanência até 1975.
Clériston Andrade deu continuidade à administração de seu antecessor. Suas principais obras da sua gestão foram as avenidas Luís Viana Filho ou Paralela e Garibaldi, e o Parque da Cidade Joventino Silva.
Quase chegou a ser candidato ao governo do estado da Bahia em 1974, sendo apoiado por ACM, mas o então presidente Ernesto Geisel abortou essa candidatura, indicando Roberto Santos, médico e ex-reitor da Universidade Federal da Bahia. Após passar pela Eletrobrás, foi nomeado no segundo governo de ACM presidente do Baneb (Banco do Estado da Bahia), deixando o cargo para se candidatar ao governo da Bahia em 1982, pelo PDS.
Morreu em um acidente de helicóptero durante a sua campanha ao governo da Bahia, em 1 de outubro de 1982. Poucos dias depois de sua morte, o então governador Antônio Carlos Magalhães escolheu o nome de João Durval Carneiro para sucedê-lo.
Em sua homenagem foram erguidos o Hospital Geral Clériston Andrade, em Feira de Santana (1984), o Estádio Clériston Andrade, em Itagimirim e o Memorial a Clériston Andrade (1983), obra do artista Mário Cravo, na avenida Garibaldi em Salvador, Colégio Estadual Cleriston Andrade, em Santa Rita de Cássia e a Rua  Cleriston Andrade, em Luís Eduardo Magalhães.
"Há também em Salvador, no subúrbio ferroviário de Itacaranha, a Escola Estadual Clériston Andrade, inaugurada em 1975 com o nome Complexo Escolar Clériston Andrade" (LEIRO, 2022)